# Всероссийский научно-исследовательский институт молочной промышленности
Всероссийский научно-исследовательский институт молочной промышленности (также известен как «ВНИМИ») — научно-исследовательский институт в Москве.

## История
Всероссийский научно-исследовательский институт молочной промышленности был создан в 1929 году. Это была первая организации в России, которая занималась проблемами молочной промышленности и переработки молока и его улучшения. Первоначально назывался Научно-исследовательский молочный институт (НИМИ), с 1933 года — Всесоюзный научно-исследовательский институт молочной промышленности (ВНИМИ). С 2001 года носит современное название.
С 1938 года ВНИМИ выпускает научные труды. Среди сотрудников института были академик РАСХН Н. Н. Липатов, профессора А. А. Калантар, Г. С. Инихов, Г. А. Кук, А. Н. Королёв и другие.

## Деятельность
В настоящее время ВНИМИ работает над технологиями производства молока и молочной продукции. Среди разработок института производство сливочного масла при переформировании высокожирных сливок; производство кисломолочных продуктов, в том числе для лечебно-профилактических целей; производство молочно-белковых концентратов, сгущённого и сухого молока, детского питания.
В XXI веке среди направлений института технологии переработки, упаковки материалов, дезинфицирующих препаратов, приборов. Кроме того проходят научные исследования в областях: микробиологии, технохимконтроля, санитарии, экологии и экономики.

## Структура
В состав ВНИМИ входит 3 научных и научно-технических подразделения.